# Pornsak Songsaeng
Boonsao Prajantasean, conocido artísticamente como Pornsak Songsaeng (en tailandés: พรศักดิ์ ส่องแสง; Khon Kaen, 2 de noviembre de 1960-Nongbua Lamphu, 15 de octubre de 2021) fue un actor y cantante tailandés.

## Discografía
- 1982 - Loi Phae (ลอยแพ)
- 1986 - Toey Sao Jan Kang Koab (เต้ยสาวจันทร์กั้งโกบ)
- 1993 - Puea Pler Jer Kan (ผัวเผลอเจอกัน)
- 2001 - Rak Borisut (รักบริสุทธิ์)
- 2001 - Phoo Phae Rak (ผู้แพ้รัก)
- 2004 - Mee Miea Dek (มีเมียเด็ก)